# Sveriges Television
Sveriges Television AB (SVT, deutsch Schwedens Fernsehen) ist die öffentlich-rechtliche Fernsehgesellschaft Schwedens mit Sitz in Stockholm sowie Produktionsstudios in mehreren anderen schwedischen Städten.
Sveriges Television ist eine Aktiengesellschaft; die Mehrheit der Aktien gehören einer Stiftung, deren Aufsichtsrat von der schwedischen Regierung ernannt wird. Die Finanzierung erfolgt ausschließlich über eine Rundfunkgebühr, deren Höhe vom schwedischen Parlament (Riksdagen) bestimmt wird. Werbung wird nicht ausgestrahlt. Die Rundfunkgebühr beträgt derzeit (Juni 2024) 1 % des Einkommens, höchstens jedoch 1219 schwedische Kronen pro Jahr.
Ursprünglich wurden die schwedischen Fernsehprogramme von Sveriges Radio (SR), dem öffentlich-rechtlichen Radio Schwedens produziert, 1979 wurde die Fernsehgesellschaft SVT als selbständiges Unternehmen ausgegliedert. Zur oben genannten Stiftung gehören neben dem Fernsehen SVT auch das Radio SR sowie der Bildungsrundfunk UR (Utbildningsradion). UR betreibt keine eigenen Programme; die von UR produzierten Sendungen werden in den Fernsehprogrammen von SVT bzw. den Radioprogrammen von SR ausgestrahlt.
Die Ausstrahlung erfolgt über terrestrische Sendeanlagen, Satellit, Kabel, IP-TV und Fernsehen für mobile Geräte. Dabei dürfen laut schwedischer Gesetzgebung neben den gesetzlichen Rundfunkgebühren und der Stromrechnung keine weiteren Kosten für den Empfang entstehen: die Anbieter von Bezahlfernsehpaketen über Satellit (Canal Digital und Viasat) müssen den kostenlosen Empfang über Satellit in Schweden auch ohne Pay-TV-Abonnement ermöglichen; ebenso sind die schwedischen Kabelanbieter verpflichtet, den angeschlossenen Haushalten zumindest die SVT-Programme zur Verfügung zu stellen, auch wenn etwa die monatliche Kabelgebühr nicht bezahlt wurde. Über digitales terrestrisches Fernsehen werden die Programme von SVT unverschlüsselt gesendet. In diese Regelungen ist auch der größte schwedische Privatsender TV4 eingeschlossen.
SVT ist Mitglied der Europäischen Rundfunkunion sowie der Nordvision, einem Zusammenschluss staatlicher Rundfunkanstalten in den nordischen Ländern.

## Programm

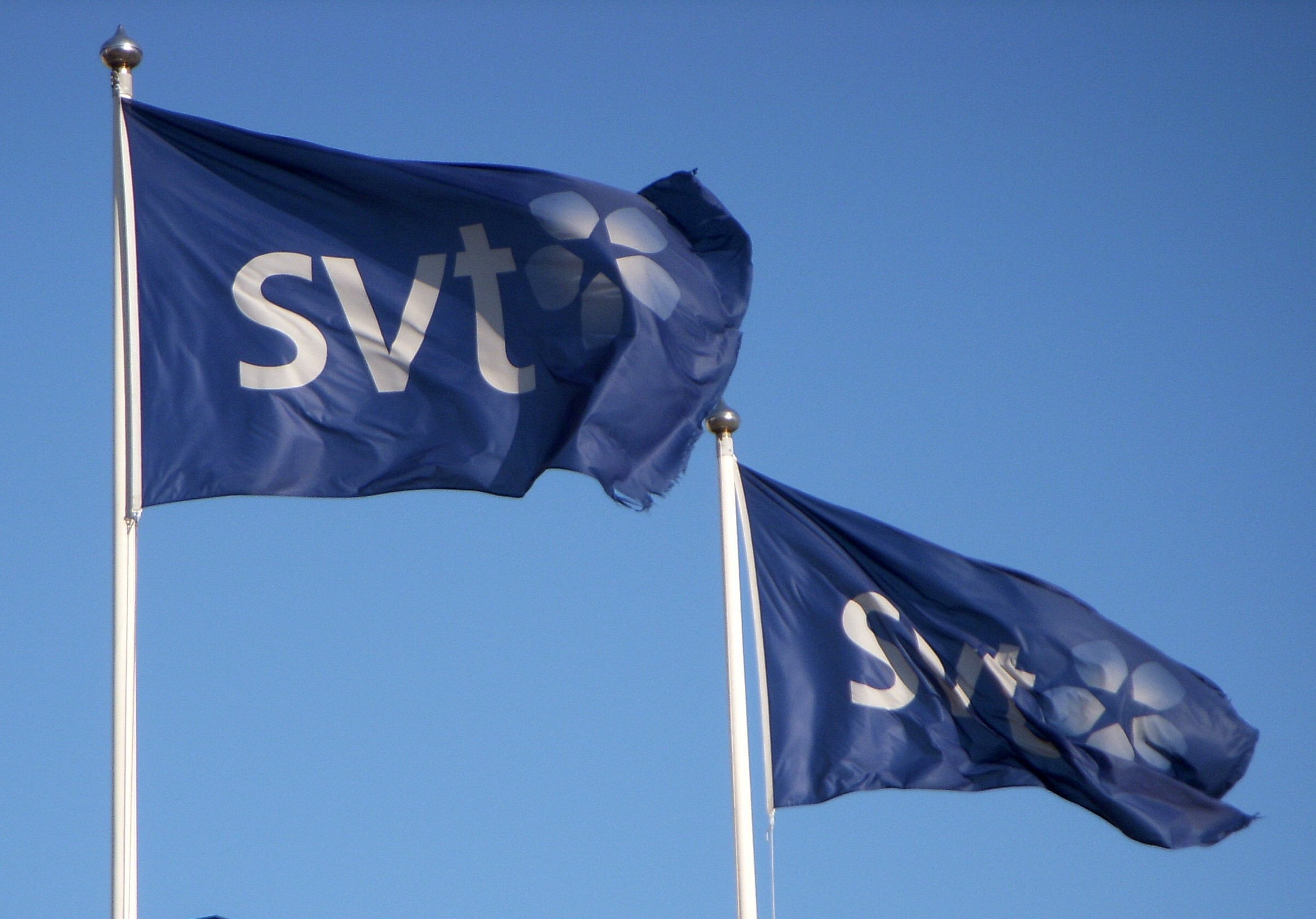
Sveriges Television in Stockholm

### Programmstruktur
SVT sendet ein breites öffentlich-rechtliches Programm. Ein wichtiger Fixpunkt ist etwa Melodifestivalen, die jährliche in mehreren Runden ausgetragene Vorentscheidung für den Eurovision Song Contest, bei dem nicht nur die Auswahl des schwedischen Beitrages im Mittelpunkt steht, sondern auch wichtige Impulse für die schwedische Musikindustrie gegeben werden und vielen neuen Künstlern erstmals die Möglichkeit eines Auftrittes im Fernsehen geboten wird.
Fremdsprachige Sendungen werden im schwedischen Fernsehen nicht synchronisiert, sondern, wie allgemein in den skandinavischen Ländern üblich, im Original mit Untertiteln gesendet. Kindersendungen werden allerdings synchronisiert.

### Regionalprogramme

Karte der regionalen Nachrichtenprogramme

Zusätzlich zum Hauptprogramm sendet SVT in elf Regionalprogrammen Lokal- und Regionalnachrichten (regionala nyhetsprogram) aus den Landesteilen.
| Nachrichtenprogramm | Provinz                                       | Sendungsort    | Lokalredaktion(en)      | Zuschauer 1 |
| ------------------- | --------------------------------------------- | -------------- | ----------------------- | ----------- |
| Nordnytt            | Norrbottens län                               | SVT Luleå      | Kiruna                  | 251.867     |
| Västerbottensnytt   | Västerbottens län                             | SVT Umeå       | Storuman, Skellefteå    | 257.128     |
| Mittnytt            | Jämtlands und Västernorrlands län             | SVT Sundsvall  | Östersund, Örnsköldsvik | 371.051     |
| Gävledala           | Gävleborgs und Dalarnas län                   | SVT Falun      | Hudiksvall, Gävle       | 552.522     |
| Värmlandsnytt       | Värmlands län                                 | SVT Karlstad   | Karlstad                | 273.354     |
| ABC                 | Stockholms und Uppsala län                    | Stockholm      | Uppsala                 | 2.209.147   |
| Tvärsnytt           | Örebro und Västmanlands län                   | SVT Örebro     | Västerås                | 536.725     |
| Östnytt             | Östergötlands, Södermanlands und Gotlands län | SVT Norrköping | Eskilstuna, Visby       | 736.980     |
| Västnytt            | Västra Götalands und Hallands län             | SVT Göteborg   | Halmstad, Uddevalla     | 1.822.529   |
| Smålandsnytt        | Jönköpings, Kalmar und Kronobergs län         | SVT Växjö      | Jönköping, Kalmar       | 744.069     |
| Sydnytt             | Skåne und Blekinge län                        | SVT Malmö      | Karlskrona              | 1.327.623   |

Wie auch beim WDR Fernsehen gibt es derzeit im Live-Web-TV aus technischen Gründen nicht die Möglichkeit, das Regionalprogramm auszuwählen.

## Sender

### Vollprogramme
- SVT 1
- SVT 1 HD
- SVT 2
- SVT 2 HD

SVT1 und SVT2 stellen die beiden althergebrachten Hauptprogramme von Sveriges Television dar. Die ersten Probesendungen begannen 1954, seit 1956 wird ein regelmäßiges Fernsehprogramm ausgestrahlt. Das zweite Programm nahm 1969 seinen Betrieb auf, wobei das bereits bestehende Programm den Namen TV1 und das neue Programm den Namen TV2 erhielt.
In der Zeit von 1987 bis 1996 wurde das erste Programm Kanal 1 und das zweite Programm TV2 genannt. In diesen Jahren wurden im ersten Programm nur Sendungen gezeigt, die in der Stockholmer Zentrale produziert wurden, während auf TV2 jene Sendungen landesweit ausgestrahlt wurden, die aus den einzelnen Regionalstudios stammten. So wurde etwa das Kinderprogramm in Växjö zusammengestellt oder anspruchsvolle Spielfilme immer aus Malmö gesendet. Kanal 1 wurde auch Stockholmskanalen (der Stockholmer Kanal) genannt und TV2 Sverigekanalen (der Schwedenkanal) – von den Hauptstadtbewohnern auch abfällig Bondekanalen (der Bauernkanal).
In den 1980er Jahren wurden auch die technischen Voraussetzungen für die Ausstrahlung regionaler Nachrichtensendungen auf TV2 geschaffen, ähnlich wie zur gleichen Zeit in Österreich auf ORF FS2.
Seit 1996 tragen die beiden Programme ihre jetzigen Namen SVT1 und SVT2, wobei auch die strikte Trennung nach Produktionsorten (Stockholm/Regionalstudios) aufgegeben wurde. Während in der zweiten Hälfte der 1990er Jahre die Produktion der Fernsehsendungen für beide Programme noch stark dezentralisiert war, werden in den letzten Jahren die meisten Sendungen wieder in Stockholm produziert.
Im Spätsommer 2008 wurden einige Änderungen in der Programmgestaltung vorgenommen: SVT1 soll wieder verstärkt zu einem klassischen öffentlich-rechtlichen Vollprogramm mit viel Information und anspruchsvollen Programmen werden. Auch die regionalen Nachrichten, die bislang nur auf SVT2 ausgestrahlt wurden, wurden teilweise auf SVT1 verlegt, wo sie zwischen 19:00 und 20:00 gemeinsam mit anderen Informationssendungen Teil der sogenannten „Nachrichtenstunde“ (nyhetstimmen) wurden. Das Kinderprogramm, das zuvor auf SVT1 und SVT2 verstreut war, wird jetzt ausschließlich auf SVTB ausgestrahlt. SVT2 wendet sich nunmehr an ein Nischenpublikum und bringt beispielsweise alternative Kultursendungen, religiöse Sendungen oder Sendungen für Einwanderer.

### Zusatzprogramme
- SVT24 (Nachrichtensender)
- SVTB (Kinderprogramm 06:00–20:00 Uhr)
  - Kunskapskanalen (Wissenschaftsprogramm 20:00–24:00 Uhr)

Die Programme SVT24 und SVTB/Kunskapskanalen wurden erst mit der Einführung der digitalen Übertragungstechnik DVB-T eingeführt. Bei SVTB läuft tagsüber ein Kinderprogramm, abends unter dem Namen Kunskapskanalen ein Wissenschaftsprogramm. SVT24 bringt rund um die Uhr Nachrichten und Informationssendungen.

### Sonderprogramme
- SVT World (Auslandsprogramm)
- SVT HD (Ausgewählte Sendungen der Hauptprogramme in hoher Auflösung)

SVT World (bis 2009: SVT Europa) bestand aus ausgewählten Sendungen der Inlandsprogramme und wurde weltweit über mehrere Satelliten verschlüsselt gesendet, wurde aber auch in den schwedischsprachigen Regionen Finnlands unverschlüsselt ausgestrahlt bzw. in die dortigen Kabelnetze eingespeist. Das Programm richtete sich in erster Linie an Schweden, die sich im Ausland aufhalten. Aus rechtlichen Gründen zeigte SVT World keine eingekauften Sendungen wie Filme, Berichte von Sportveranstaltungen oder englischsprachige Programme. Eine Smart-Card zum Entschlüsseln wurde gegen Gebühr auch nach Deutschland verschickt. SVT World war verschlüsselt in wilhelm.tel-Kabelnetzen verfügbar. SVT World wurde am 30. April 2017 eingestellt.
Bei der Einführung des digitalen terrestrischen Fernsehens ab 1999 wurden auch noch einige eigenständige regionale Programme eingeführt, die jedoch nach einer Versuchsphase wieder eingestellt wurden.
Ebenso gab es bis 2008 mit SVT Extra noch ein weiteres digitales Zusatzprogramm, das speziell für die Liveübertragung großer bzw. unerwarteter Ereignisse (z. B. große Sportveranstaltungen bis hin zu Kriegen und politischen Krisen) geschaffen wurde und nur bei Bedarf aufgeschaltet wurde. Seit 2008 werden diese Aufgaben vom Nachrichtensender SVT24 übernommen und SVT Extra ganz eingestellt.
Unter dem Namen SVT Play (bzw. Play Prima für hochauflösendes Videomaterial) wird ein umfangreiches Angebot im Internet betrieben, wo praktisch alle Eigenproduktionen weltweit kostenlos angesehen werden können.